# Cavan (Irlanda)
Cavan (in irlandese: An Cabhán  che significa "cavità") è una cittadina della Repubblica d'Irlanda, capoluogo dell'omonima contea situata nell'Ulster. È molto vicina al confine con l'Irlanda del Nord, sulla strada nazionale N3 che la collega a Dublino.

## Storia
La famiglia O'Reilly (cognome tra l'altro ancora molto diffuso in zona) costruì un castello nel centro abitato nel tardo XIII secolo, mentre nello stesso periodo sorse anche un monastero francescano. Nel XV secolo il signore locale, Owen il Barbuto O'Reilly, incoraggiò la crescita di un mercato che attirò mercanti da Dublino e Drogheda. Giacomo I d'Inghilterra assicurò riconoscimenti e privilegi alla cittadina nel 1610.

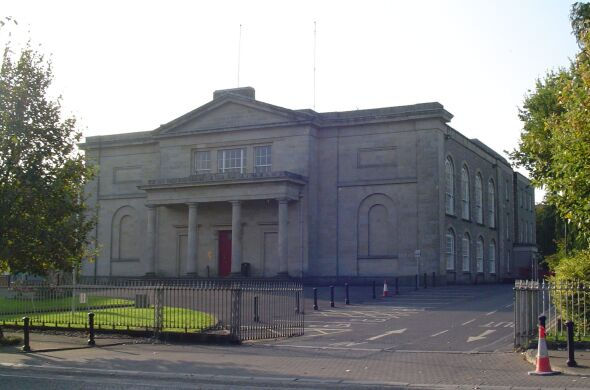
Tribunale
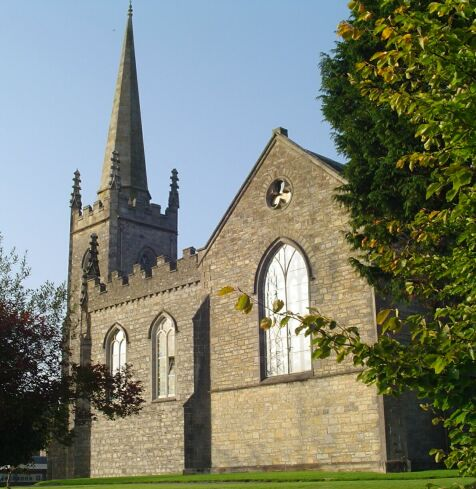
Church of Ireland

Agli inizi del XIX secolo i Farnham, una famiglia locale che aveva il potere in quel periodo, costruì una nuova, larga strada, che ancora porta il loro nome: accanto alla via di comunicazione sorsero presto eleganti dimore, edifici pubblici (come ad esempio il Tribunale del 1825) e le due chiese tuttora presenti.

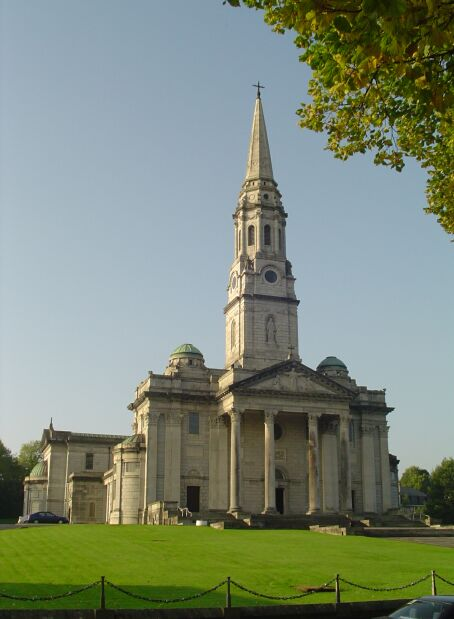
Cattedrale di San Patrizio e San Fedlimino, cattolica

A fine secolo Cavan divenne un importante anello ferroviario tra le midland e le linee occidentali e settentrionali. Il Municipio fu costruito nel 1909, mentre nel 1938 iniziò la costruzione della Cattedrale dei Santi Patrizio e Fedlimino. Circa sei km fuori dalla cittadina c'è inoltre la Cattedrale di Kilmore, che contiene una porta romanica datata al XIII secolo.
Farnham House, poco a nord-ovest di Cavan è una delle più vaste dimore della contea: si crede sia stata costruita nel 1810 e progettata da Francis Johnston, un architetto di Dublino. È stata recentemente venduta dalla famiglia Farnham, e sia l'edificio che la tenuta sono sotto ristrutturazione per essere convertiti in un hotel lussuoso e un complesso di relax.

## Economia
L'industria locale di Cavan è molto sviluppata e produce regolarmente buoni risultati economici: include gli edifici Kingspan, il Quinn Group del multimilionario Sean Quinn, Lakeland Dairies e Liffey Meats. La cittadina, inoltre, ha attirato con successo molti investitori stranieri con Wellman International, Abbott Laboratories e Pauwels Trafo, tutte operazioni economiche e finanziarie intraprese nella città.
Cavan è stata recentemente sede della costruzione di un hub per la National Spatial Strategy nel 2004. Quest'altra operazione dovrebbe consentire altri numerosi investimenti, oltre che attività lavorativa.
Il quotidiano locale è l'Anglo-Celt.

## Infrastrutture e trasporti
Cavan era una delle stazioni principali dell'anello ferroviario Cavan & Leitrim Railway, oggi non più attivo. L'unica pecca a livello di infrastrutture di Cavan è proprio la mancanza di ferrovie.
Ci sono circa 30.000 persone che vivono nel raggio di 20 km, e questo fatto ha notevolmente influito sull'efficienza delle infrastrutture locali rispetto a quelle più retrograde di gran parte dell'Irlanda. La cittadina, del resto, è attraversata da due arterie principali dell'isola, una da Dublino e l'altra da Belfast. Un piano stradale per il 2006 già dispone l'intervento per un miglioramento della N3, con la proposta di una doppia carreggiata da Kells a Dublino e una singola carreggiata ad alto scorrimento da Kells a Cavan.
L'aeroporto di Dublino può essere raggiunto con meno di 90 minuti di automobile ed è ben collegato.
Cavan dispone inoltre di un buono stadio sportivo per l'hurling e il calcio gaelico, il Breffni Park.

## Amministrazione

### Gemellaggi
- Cavan

## Galleria d'immagini

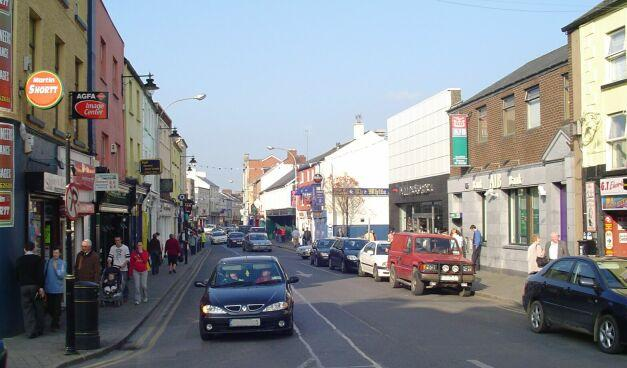
Centro cittadino: routine giornaliera a Cavan
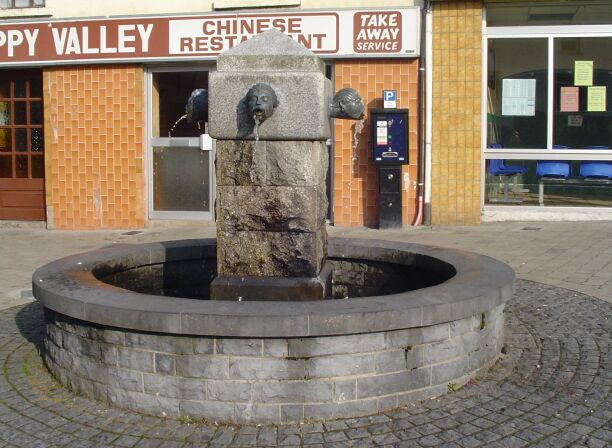
Fontana nel centro
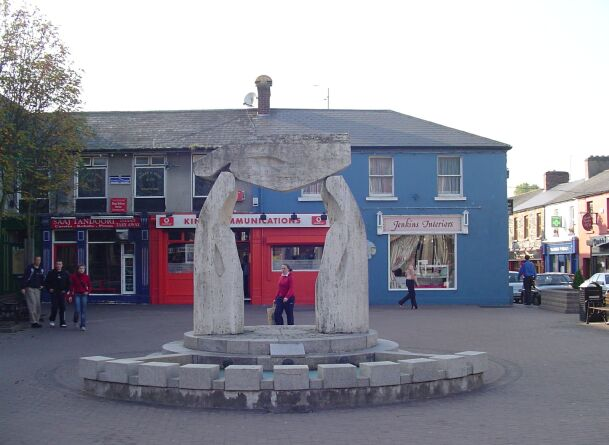
Main Square